# Parafia św. Stanisława Biskupa w Siedliszowicach
Parafia św. Stanisława Biskupa w Siedliszowicach – parafia rzymskokatolicka, znajdująca się w diecezji tarnowskiej, w dekanacie Żabno.